# Can Llensa
Can Llensa és una antiga fàbrica construïda el 1898 al municipi d'Hostalric destinada a la producció de taps de suro. Cap a mitjans dels anys setanta l’Ajuntament va comprar la finca a la família Llensa. L’any 2004 l'edifici va ser rehabilitat per a ubicar-hi el Centre cívic, el Casal d’Avis i la Biblioteca Modest Salse. L'edifici actual el formen el Centre Gastronòmic Domus Sent Soví (2012), l'Oficina de Turisme d'Hostalric (2012) i la Biblioteca Modest Salse.

## Història
Va ser construïda el 1898 per l'empresari Alfons Llensa i Plademunt darrere la Torre dels Frares. Va construir-hi una fàbrica de taps de suro que va fer fallida arran de la crisi de la indústria surera provocada per la Primera Guerra Mundial. Durant la Guerra Civil Espanyola el Comitè Local Marxista va reconstruir l'edifici i del 1937 al 1976 va servir d'escola. A mitjans dels anys setanta l'Ajuntament va comprar els terrenys a la família Llensa. El 2004 l'edifici va ser rehabilitat per l'arquitecte Manel Vazquez i s'hi va situar un Centre Cívic amb la biblioteca Modest Salse, el Punt d'Informació Juvenil i el Casal d'Avis. El 2012 s'hi instal·la el Centre gastronòmic Domus Sent Soví i l'Oficina de Turisme.